# Affirmative Action Seine-Saint-Denis Style Remix
Singles de Suprême NTM
Come Again 2 - Le retour
(2 juillet 1996) Seine-Saint-Denis Style / Laisse pas traîner ton fils
(9 juin 1998)
Pistes de Paris sous les bombes
Come Again 2
Affirmative Action Seine-Saint-Denis Style Remix et un single et un maxi du groupe Suprême NTM, sorti le 21 janvier 1997.

## Contenu
Il comprend le titre Affirmative Action Seine-Saint-Denis Style Remix qui est un remix de Kool Shen du titre Affirmative Action sur l'album It Was Written du rappeur américain Nas produit par Dave Atkinson et Poke and Tone. Ce titre remixé est l'aboutissement d'un accord commercial entre les labels des artistes Suprême NTM avec Epic Records et Nas avec Columbia Records. Pour promouvoir l'artiste américain en France, Nas choisit Suprême NTM pour s'associer sur un titre plutôt que d'autres rappeurs français comme Rohff, Booba ou MC Solaar.   
Le titre Affirmative Action Seine-Saint-Denis Style Remix est inédit et ne figure que sur la réédition de l'album studio Paris sous les bombes parue le 30 décembre 1996.
Le single est un vrai succès pour Suprême NTM et atteint environ 180 000 ventes, un nouveau souffle est donné à l’album Paris sous les bombes qui continue sa percée avec une rotation de spots publicitaires à la télévision pour annoncer la sortie du single. L’opération destinée à accroître les ventes de l’album It Was Written de Nas est un échec, les ventes de ce dernier en Europe avec ce même single inclus dans la liste des titres s’avèrent décevantes.

## Pochette
La pochette est réalisée par Eric Cornic de la société FKGB et reprend les logos des artistes français et américain.

## Clip
Le clip est réalisé par Kool Shen avec des scènes tournées à New York avec Suprême NTM, Nas et AZ, puis à Stains en banlieue parisienne avec encore une fois Suprême NTM et Nas. Beaucoup d'animosités entre les différents artistes français et américains ont été rapportées lors des tournages, comme des retards importants de Nas se comportant comme une "diva", du racisme d'AZ envers Kool Shen et un départ précipité de Joeystarr en plein tournage à New York.

## Liste des titres
Sur la version single sortie au format CD :
- Affirmative Action Seine-Saint-Denis Style Remix avec Suprême NTM, Nas, AZ et Foxy Brown
- Affirmative Action (Originale) avec Nas, AZ, Cormega et Foxy Brown

S'ajoute sur la version maxi sortie au format CD le titre suivant :
- Affirmative Action (Remix) avec Nas, AZ, Cormega et Foxy Brown

Sur le format disque maxi 45 tours, ce sont les titres suivants qui s'ajoutent au single :
- Affirmative Action Seine-Saint-Denis Style Remix (Instrumental)
- Affirmative Action Seine-Saint-Denis Style Remix (A Capella)